# Pfarrkirche Fürnitz/Brnca

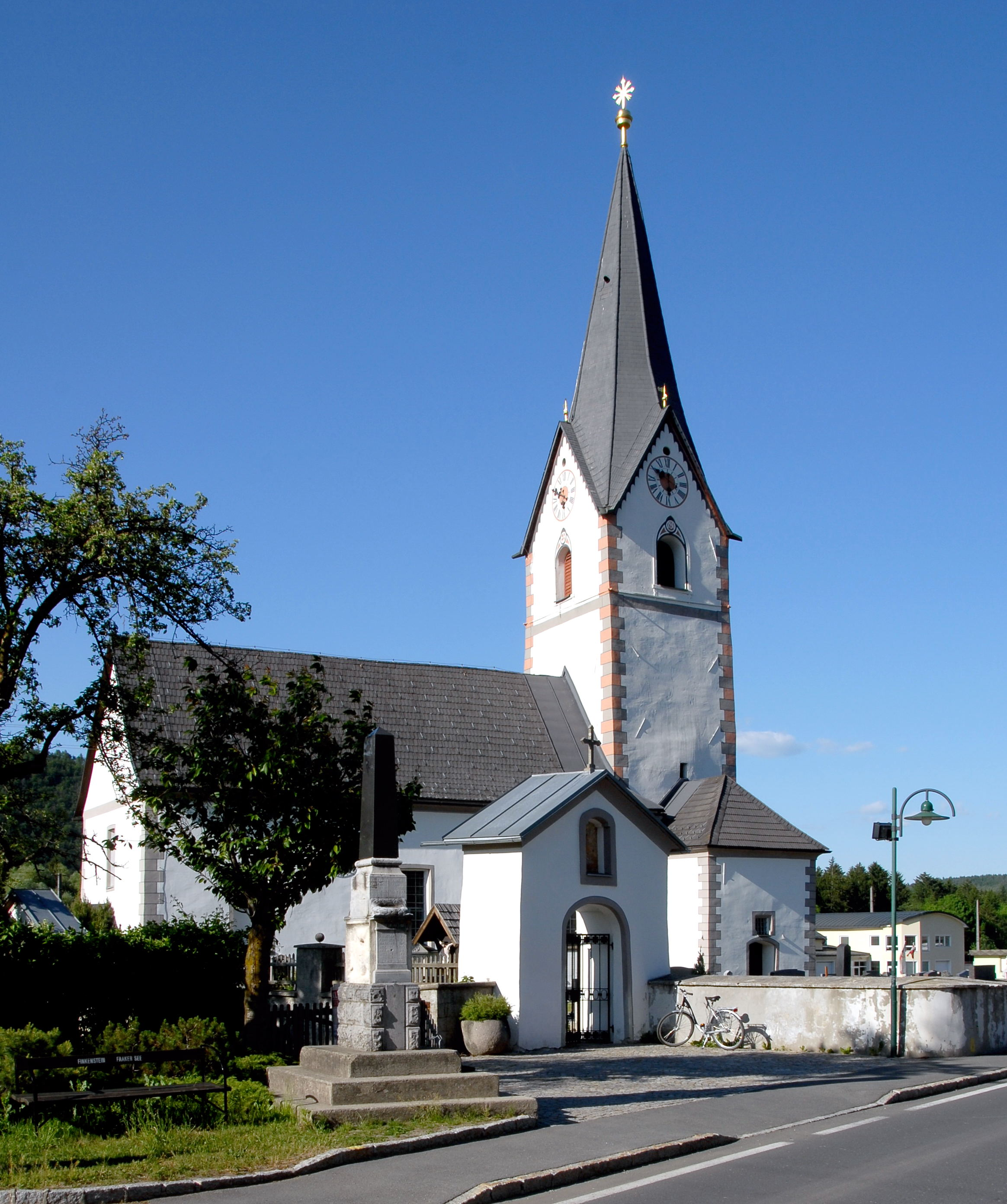
Pfarrkirche Fürnitz/Brnca

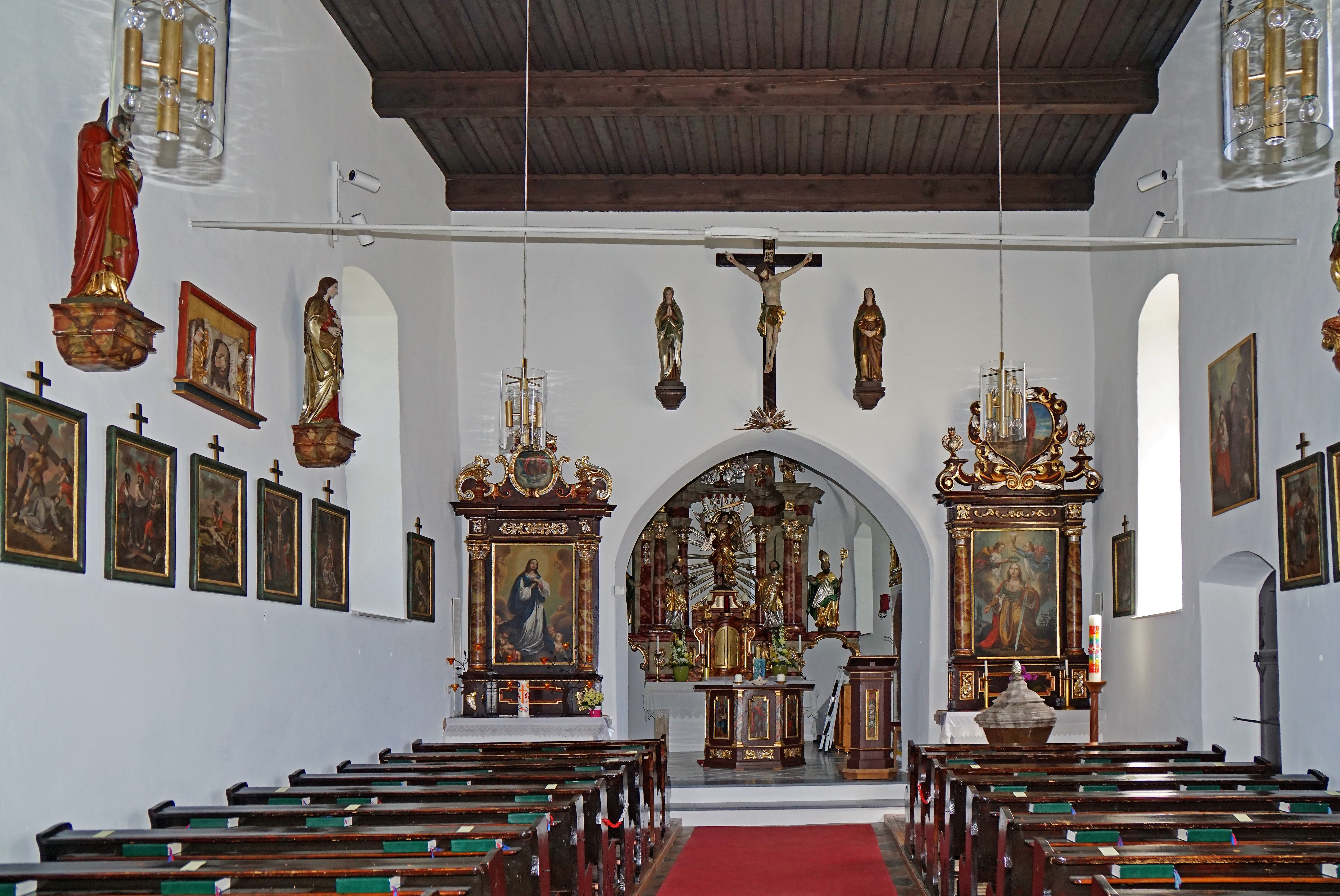
Innenansicht

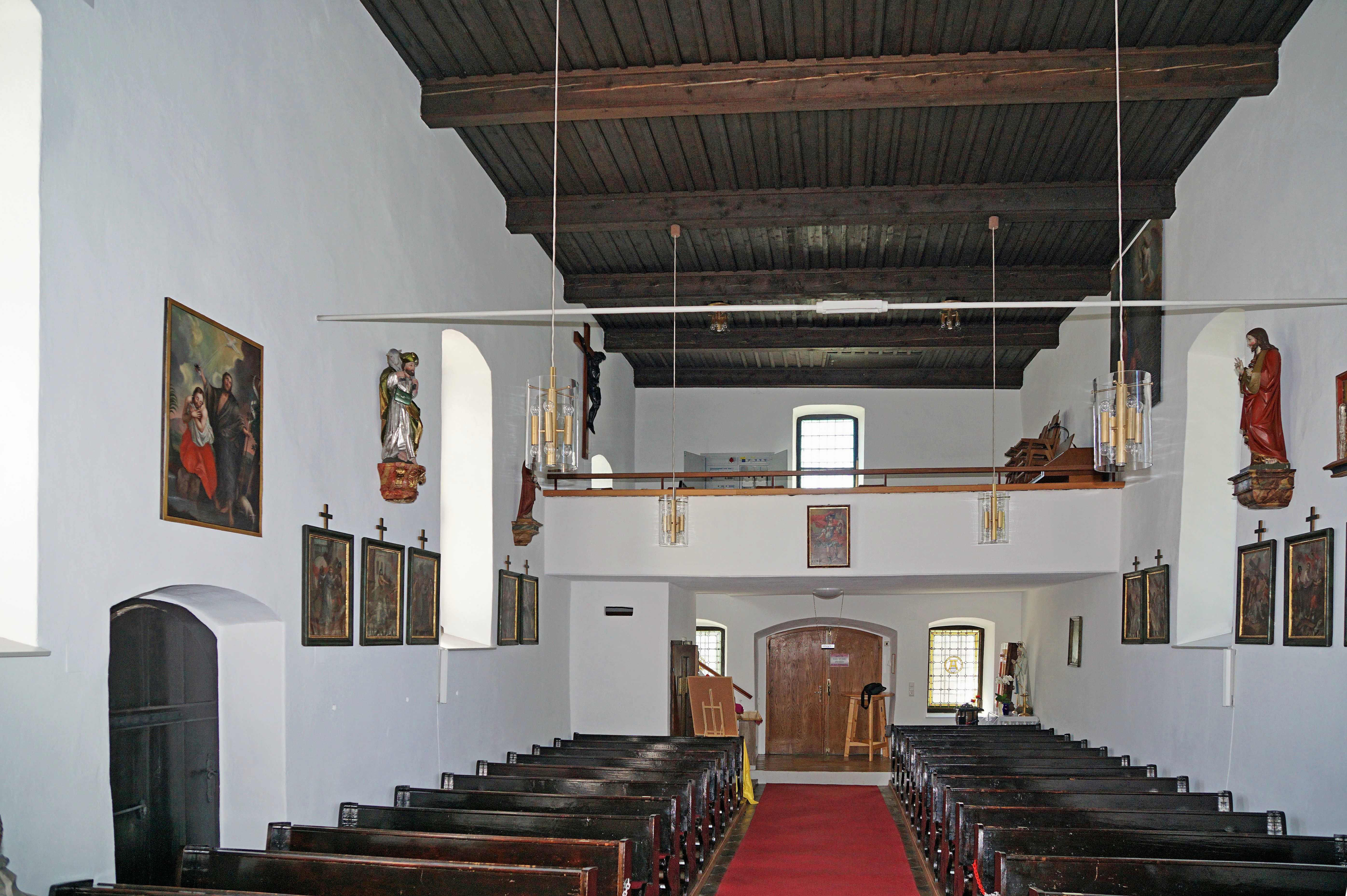
Innenansicht zur Westempore

Die römisch-katholische Pfarrkirche Fürnitz/Brnca steht in der Ortschaft Fürnitz der Gemeinde Finkenstein am Faaker See und ist dem hl. Michael geweiht. Die Pfarre gehört zum Dekanat Villach-Land der Diözese Gurk.

## Geschichte
Eine erste urkundliche Erwähnung als Pfarre erfolgte 1296. Der romanische Kern der Chorturmkirche stammt aus der ersten Hälfte des 13. Jahrhunderts, der Chor aus dem 14. Jahrhundert. Der Turm wurde während der Barockzeit erhöht.

## Bauwerk
Der mächtige Chorturm trägt einen Spitzgiebelhelm. Das Langhaus hat ungegliederte Wände und eine flache Holzdecke, Der aus der Achse gerückte Chor mit 4/6-Schluss ist kreuzgratgewölbt.

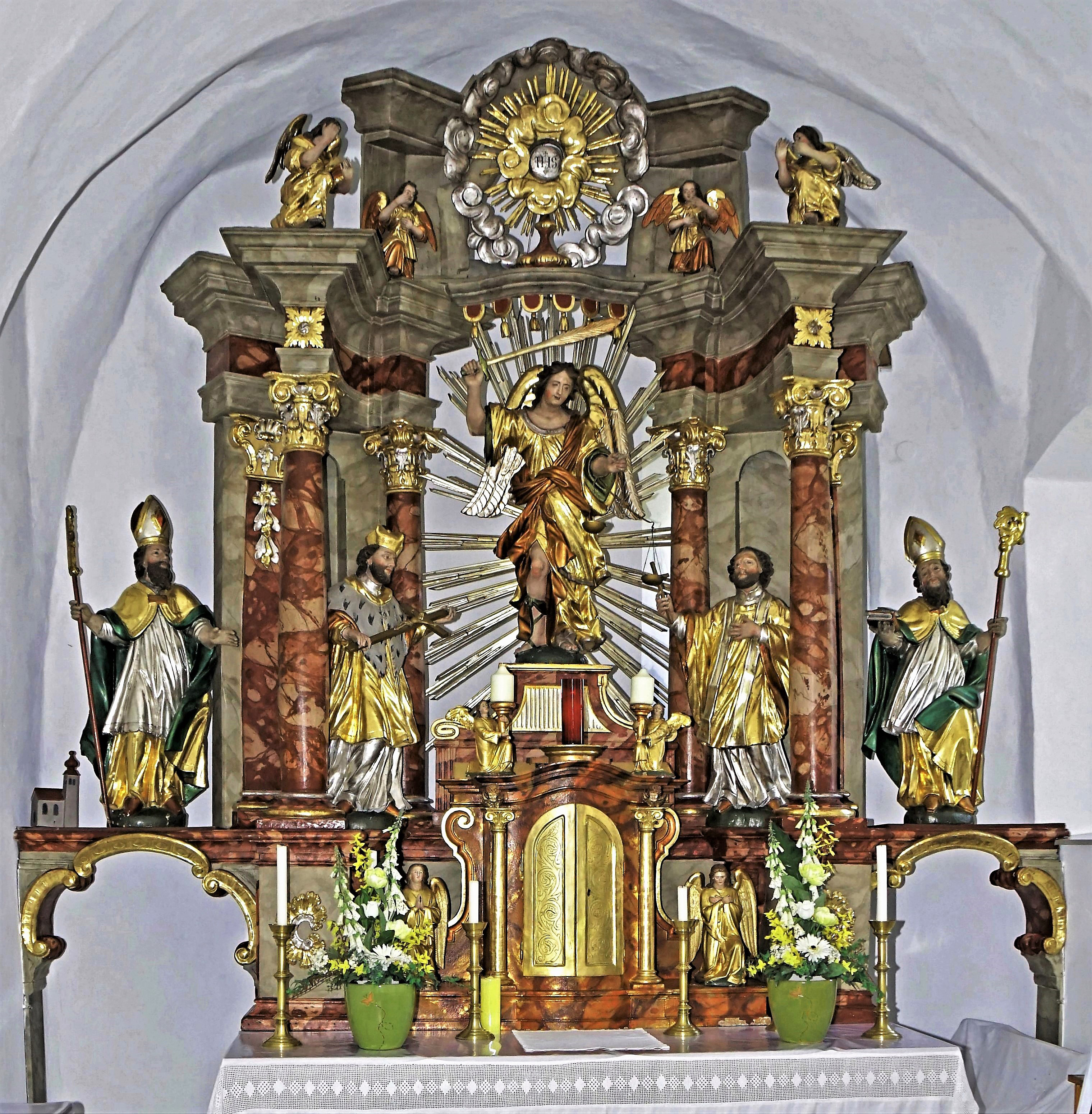
Hochaltar

## Einrichtung
Der Hochaltar stammt aus der Mitte des 18. Jahrhunderts. Er ist ein barocker sechssäuliger Ädikula-Altar mit dem Erzengel Michael als Zentralfigur. Assistenzfiguren sind links die heiligen Wolfgang und Nepomuk, rechts die heiligen Franz Xaver und Ulrich.
Die Seitenaltäre sind aus dem 17. Jahrhundert. Die hl. Maria auf dem Gemälde des nördlichen Seitenaltars ist mit Struma und Exophthalmus dargestellt. Das Gemälde des südlichen Seitenaltars zeigt die hl. Barbara, das herzförmige Aufsatzbild den hl. Florian.
Zur weiteren Einrichtung gehören eine barocke Kreuzigungsgruppe am Triumphbogen, ein barockes Muttergottes-Gemälde und ein Taufstein, dessen Deckel ein Pinienzapfen krönt.

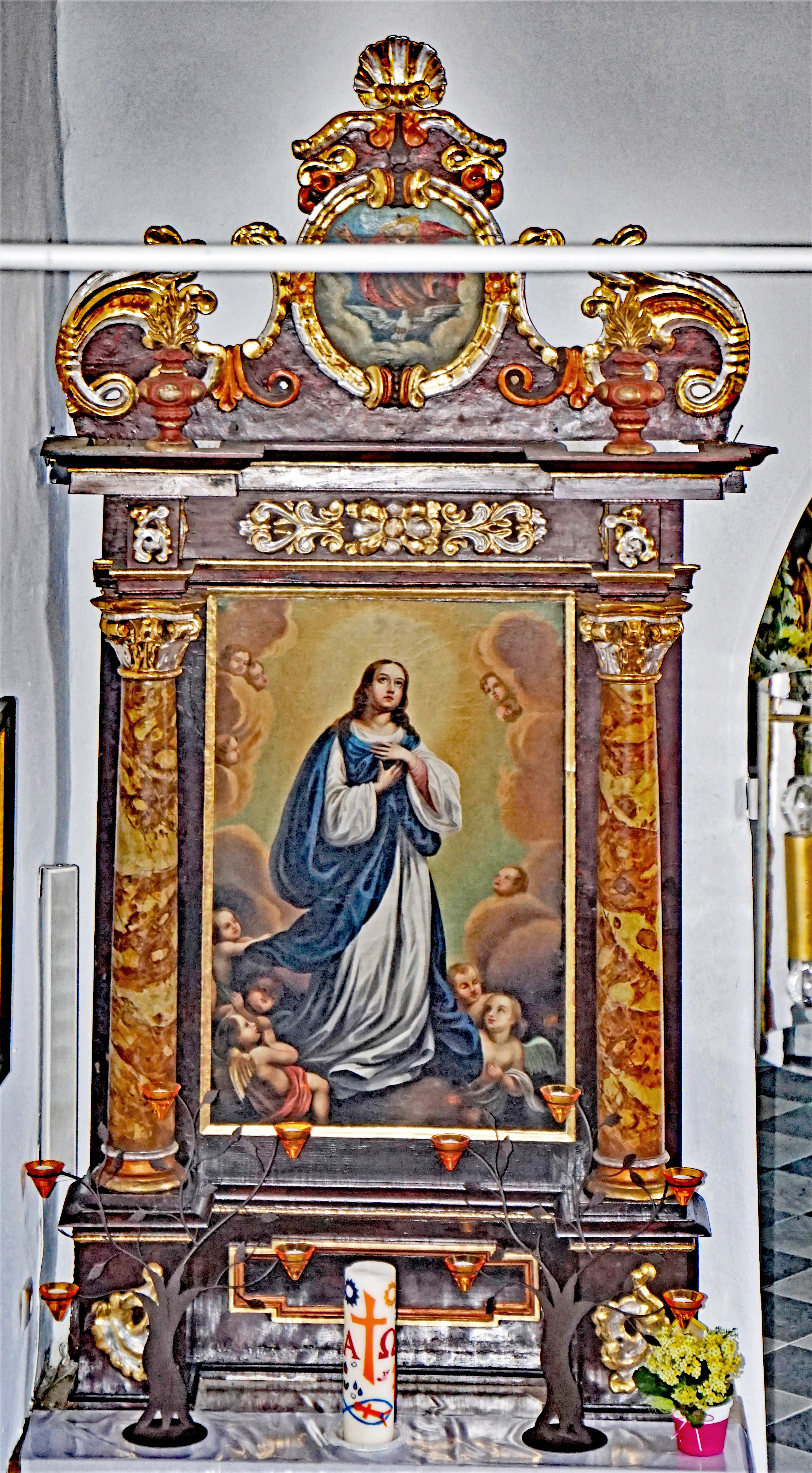
Marienaltar
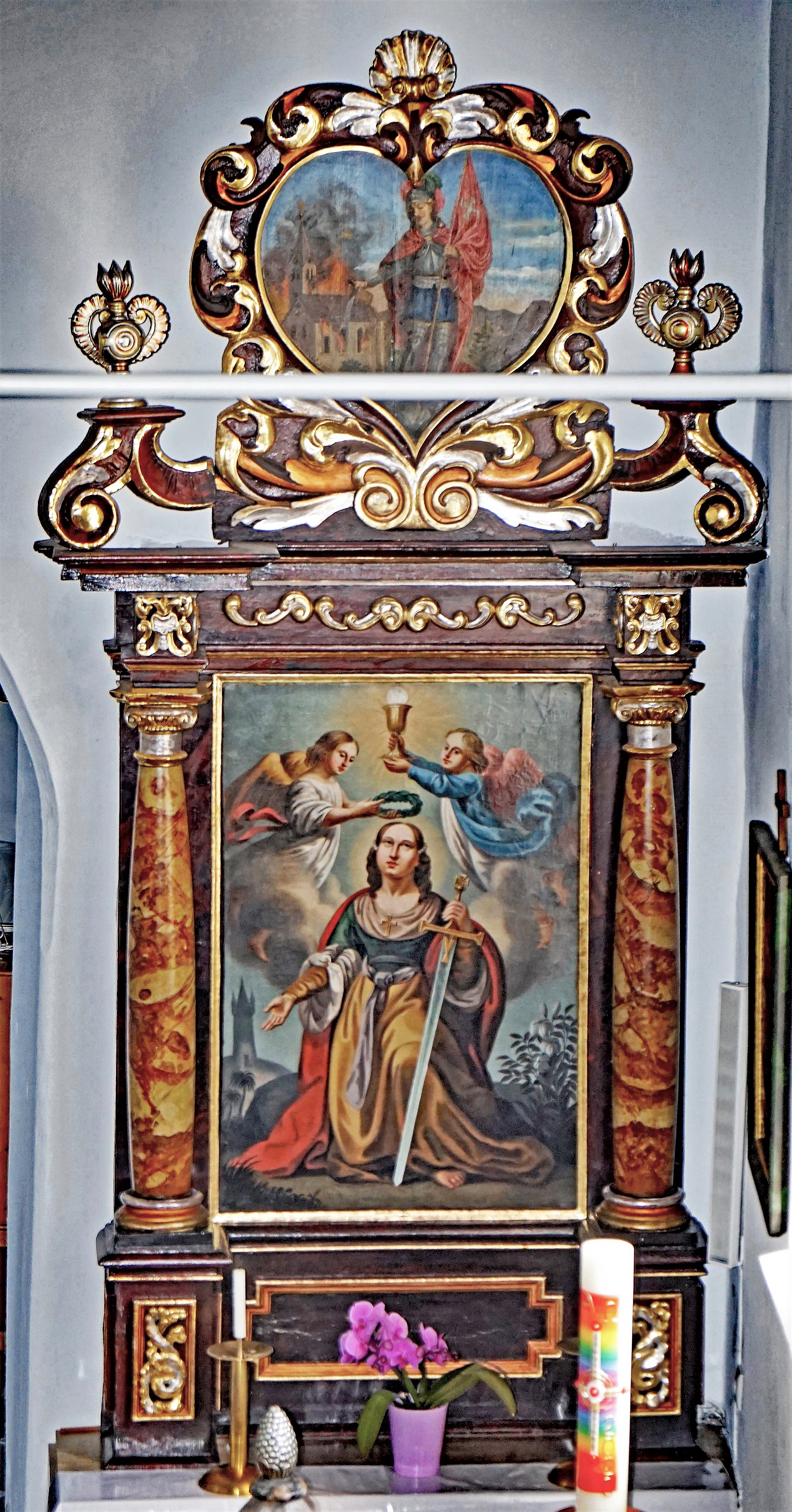
Südlicher Seitenaltar, Barbara-Altar
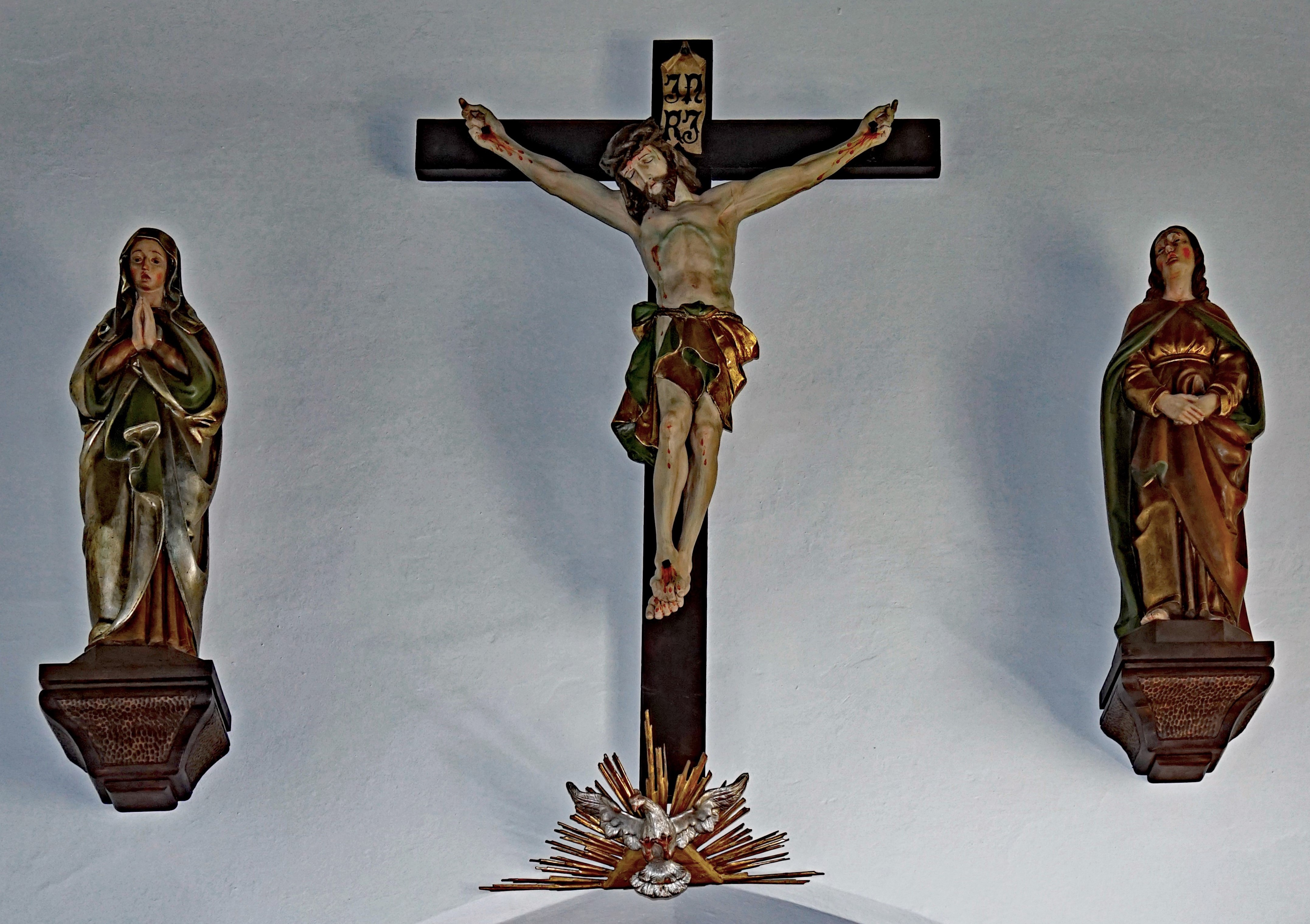
Kreuzigungsgruppe am Triumphbogen
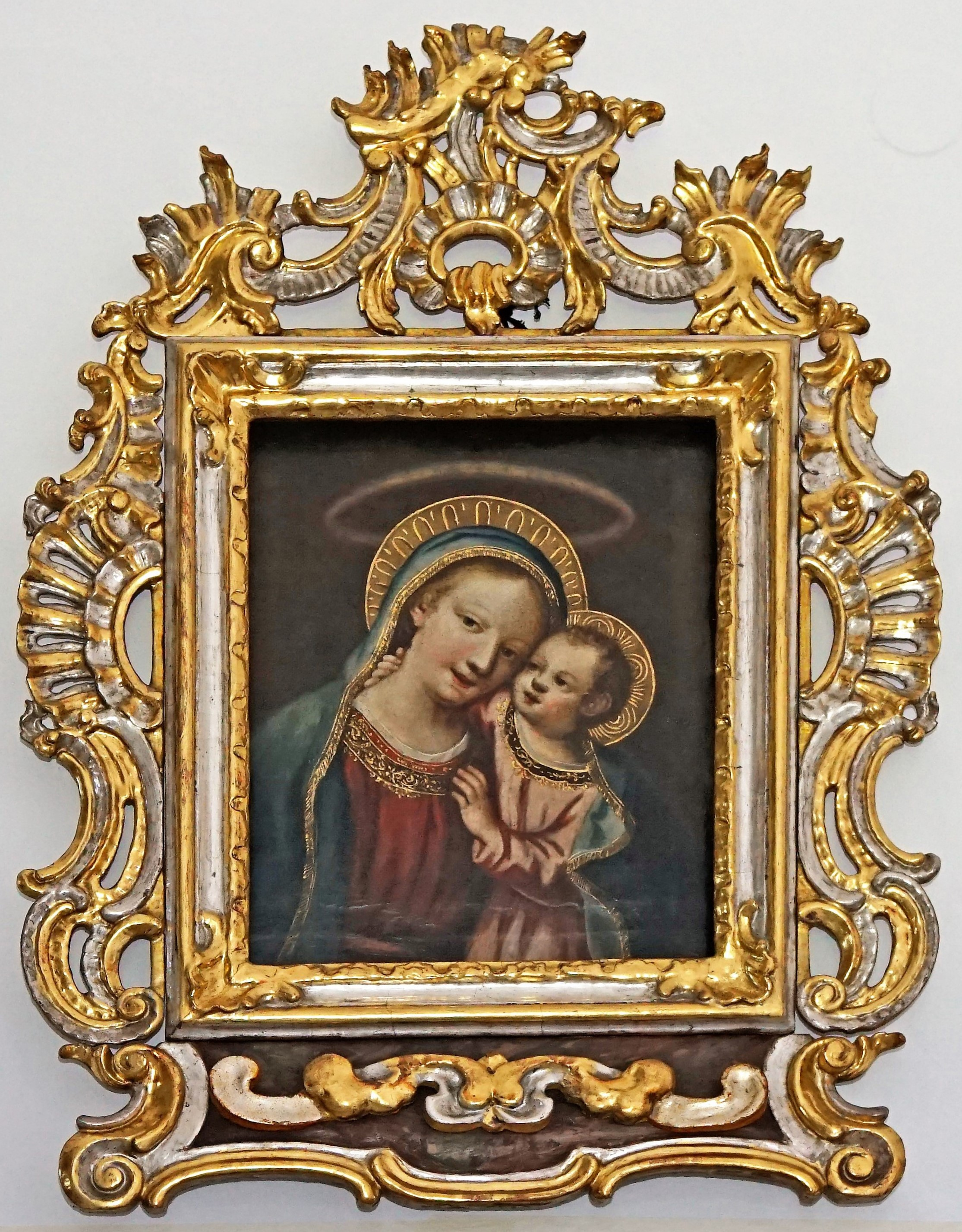
Muttergottes-Gemälde
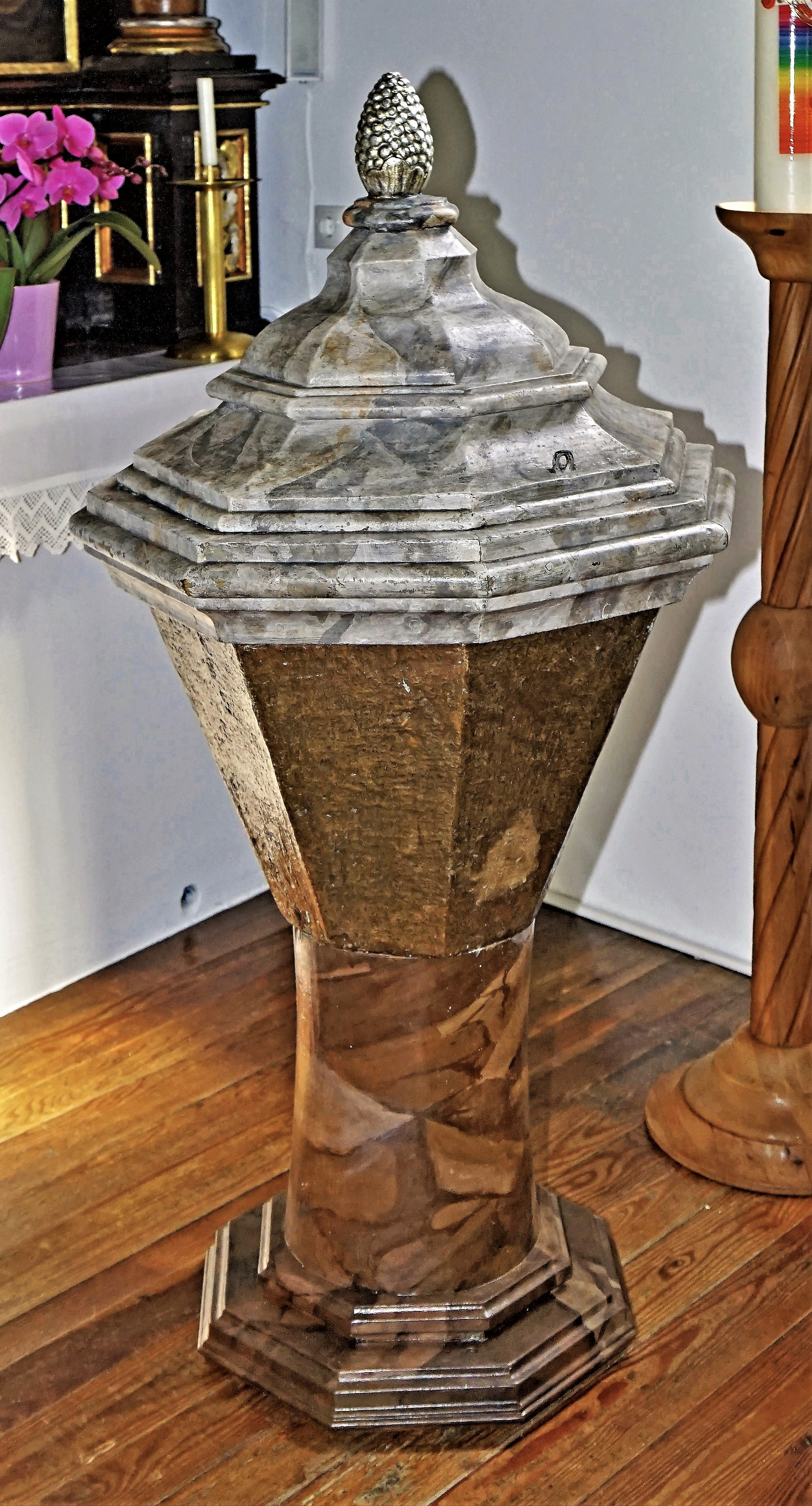
Taufstein